# Oscarverleihung 2011
Übersicht aller ausgezeichneten Filme

◄◄ | ◄ | 2007 | 2008 | 2009 | 2010 | Oscarverleihung 2011 | 2012 | 2013 | 2014 | 2015 | ► | ►►

Weitere Ereignisse
| Film                                                | N  | A |
| --------------------------------------------------- | -- | - |
| The King’s Speech                                   | 12 | 4 |
| True Grit                                           | 10 | 0 |
| Inception                                           | 8  | 4 |
| The Social Network                                  | 8  | 3 |
| The Fighter                                         | 7  | 2 |
| 127 Hours                                           | 6  | 0 |
| Black Swan                                          | 5  | 1 |
| Toy Story 3                                         | 5  | 2 |
| The Kids Are All Right                              | 4  | 0 |
| Winter’s Bone                                       | 4  | 0 |
| Alice im Wunderland                                 | 3  | 2 |
| Biutiful                                            | 2  | 0 |
| Drachenzähmen leicht gemacht                        | 2  | 0 |
| Harry Potter und die Heiligtümer des Todes – Teil 1 | 2  | 0 |

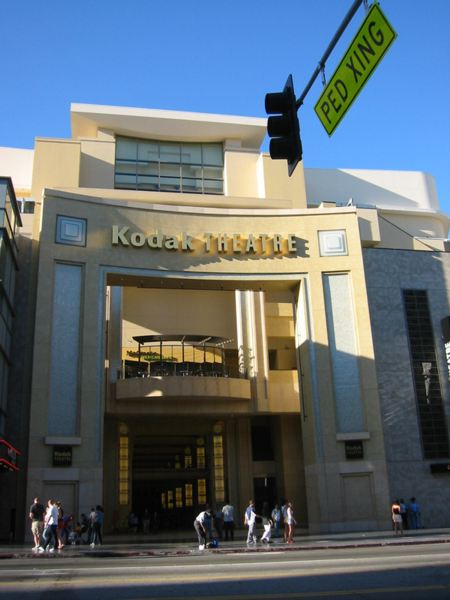
Das Kodak Theatre, Veranstaltungsort der Oscarverleihung

Die Oscarverleihung 2011 fand am 27. Februar 2011 im Kodak Theatre in Los Angeles statt. Es war die 83. Verleihung des Academy Award seit der ersten Verleihung 1929. Im Jahr der Oscarverleihung werden immer Filme des Vorjahres ausgezeichnet, in diesem Fall die Filme des Jahres 2010.
Die Oscar-Nominierungen waren am 25. Januar 2011 in Beverly Hills bekanntgegeben worden. Als Favorit galt der Historienfilm The King’s Speech von Tom Hooper – die britische Produktion war in insgesamt zwölf Kategorien berücksichtigt worden und gewann vier Auszeichnungen (Bester Film, Beste Regie, Bester Hauptdarsteller – Colin Firth, Bestes Originaldrehbuch). Ebenfalls viermal in technischen Kategorien wurde Christopher Nolans Science-Fiction-Film Inception prämiert. Ethan und Joel Coens Western-Remake True Grit hatte zehn Nominierungen erhalten, konnte jedoch keine der begehrten Statuetten gewinnen. David Finchers The Social Network hatte im Vorfeld die amerikanische Filmpreissaison lange Zeit dominiert. Das Drama über den Facebook-Gründer Mark Zuckerberg gewann drei Auszeichnungen (Bestes adaptiertes Drehbuch, Beste Filmmusik, Bester Schnitt).
Als Favoriten auf die Preise für die besten Darsteller galten neben Colin Firth die Golden-Globe-Preisträger Natalie Portman (Black Swan), Christian Bale und Melissa Leo (beide für The Fighter), die die Oscars auch gewinnen konnten.
Deutsche Filmschaffende waren in den Nebenkategorien vertreten, blieben aber unprämiert. Jakob Schuh und Max Lang hatten für Der Grüffelo in der Kategorie Bester animierter Kurzfilm Berücksichtigung gefunden, mussten sich aber dem australischen Beitrag The Lost Thing geschlagen geben. Filmkomponist Hans Zimmer wurde für seine Arbeit an Inception zum neunten Mal für den Filmpreis nominiert. Der Münchner Stephan Trojansky konkurrierte mit Hereafter – Das Leben danach um den Oscar für die besten Spezialeffekte, der aber an das Team von Inception verliehen wurde.

## Daten zur Verleihung
Die Nominierungen wurden am 25. Januar 2011 von der Schauspielerin und letztjährigen Oscar-Gewinnerin Mo’Nique (Precious) und AMPAS-Präsident Tom Sherak bekanntgegeben. Die tatsächliche Verleihung fand traditionell einen Monat später statt. Die Auszeichnungen für Wissenschaft und Technik wurden wie bereits in den vergangenen Jahren in einer speziell dafür konzipierten Gala, am 12. Februar 2011, verliehen.

### Moderation
Durch die Gala führten die beiden Schauspieler Anne Hathaway und James Franco.

### Neuerungen
Nachdem bereits 2010 zehn statt wie bislang fünf Filme in der Kategorie Bester Film nominiert wurden, hatte die Academy of Motion Picture Arts and Sciences angekündigt, auch in zwei weiteren Kategorien Neuerungen einzuführen.
- Die Anzahl der Filme, die in der Kategorie Beste visuelle Effekte nominiert werden können, wurde von bislang drei auf nunmehr fünf Filme erhöht. Dadurch sollten auch genreunübliche Filme (also Filme, die nicht aus dem Bereich Fantasy oder Science-Fiction stammen) bei der Oscarverleihung Berücksichtigung finden.

- Die Mindestlänge eines Films, der in der Kategorie Bester animierter Spielfilm nominiert werden kann, wurde von 70 Minuten auf nunmehr 40 Minuten reduziert. Gleichzeitig sollten nur noch solche Filme in dieser Kategorie Aufnahme finden, die Bild für Bild animiert sind, egal ob mit der Hand gezeichnet oder am Computer generiert. Filme, in denen mit Motion Capture und somit mit Schauspielern gearbeitet wurde, wie beispielsweise der 2006 produzierte Film Monster House, sollten dann nur noch in der Kategorie Bester Film nominiert und prämiert werden.[7]

### Einsendungen für die Kategorie „Bester Fremdsprachiger Film“
Jedes Land konnte einen Film für die Kategorie Bester fremdsprachiger Film vorschlagen. Die Nominierungsfrist endete am 1. Oktober 2010. Insgesamt 66 Filme wurden eingereicht, darunter erstmals Produktionen aus Äthiopien und Grönland. Aus diesen Vorschlägen wählte ein Auswahlkomitee die fünf Oscarnominierungen aus.
Deutschland schickte Feo Aladags Drama Die Fremde ins Rennen. Österreichs Kandidat war die österreichisch-italienische Koproduktion La Pivellina. Die Schweiz hatte den französischsprachigen Film La petite chambre von Stéphanie Chuat und Véronique Reymond nominiert. Daneben wurden der Berlinale-Gewinner Bal – Honig für die Türkei und der thailändische Film Uncle Boonmee erinnert sich an seine früheren Leben, der Sieger der 63. Filmfestspiele von Cannes, vorgeschlagen.
Am 19. Januar 2011 gab die AMPAS eine Shortlist von neun Filmen bekannt, die für den Oscar nominiert werden konnten. Im Gegensatz zu den Golden Globe Awards, die oft als Stimmungsbarometer für die Oscars interpretiert werden, blieben die Beiträge aus Frankreich, Italien und Russland unberücksichtigt. Kokuhaku (Japan, Regie: Tetsuya Nakashima), Und dann der Regen (Spanien, Regie: Icíar Bollaín), Geliebtes Leben (Südafrika, Regie: Oliver Schmitz) und Im Weltraum gibt es keine Gefühle (Schweden, Regie: Andreas Öhman) gelangten neben den fünf später nominierten Produktionen auf die Shortlist.

## Preisträger und Nominierungen

### Bester Film
präsentiert von Steven Spielberg
The King’s Speech – Iain Canning, Emile Sherman, Gareth Unwin
- Black Swan – Scott Franklin, Mike Medavoy, Brian Oliver
- The Fighter – David Hoberman, Todd Lieberman, Mark Wahlberg
- Inception – Christopher Nolan, Emma Thomas
- The Kids Are All Right – Gary Gilbert, Jeffrey Levy-Hinte, Celine Rattray
- 127 Hours – Danny Boyle, Christian Colson, John Smithson
- The Social Network – Dana Brunetti, Michael De Luca, Ceán Chaffin, Scott Rudin
- Toy Story 3 – Darla K. Anderson
- True Grit – Ethan Coen, Joel Coen, Scott Rudin
- Winter’s Bone – Alix Madigan, Anne Rosellini

### Beste Regie
präsentiert von Kathryn Bigelow
Tom Hooper – The King’s Speech
- Darren Aronofsky – Black Swan
- Ethan Coen, Joel Coen – True Grit

Tom Hooper mit seinem gewonnenen Regie-Oscar für The King’s Speech und der Vorjahressiegerin Kathryn Bigelow

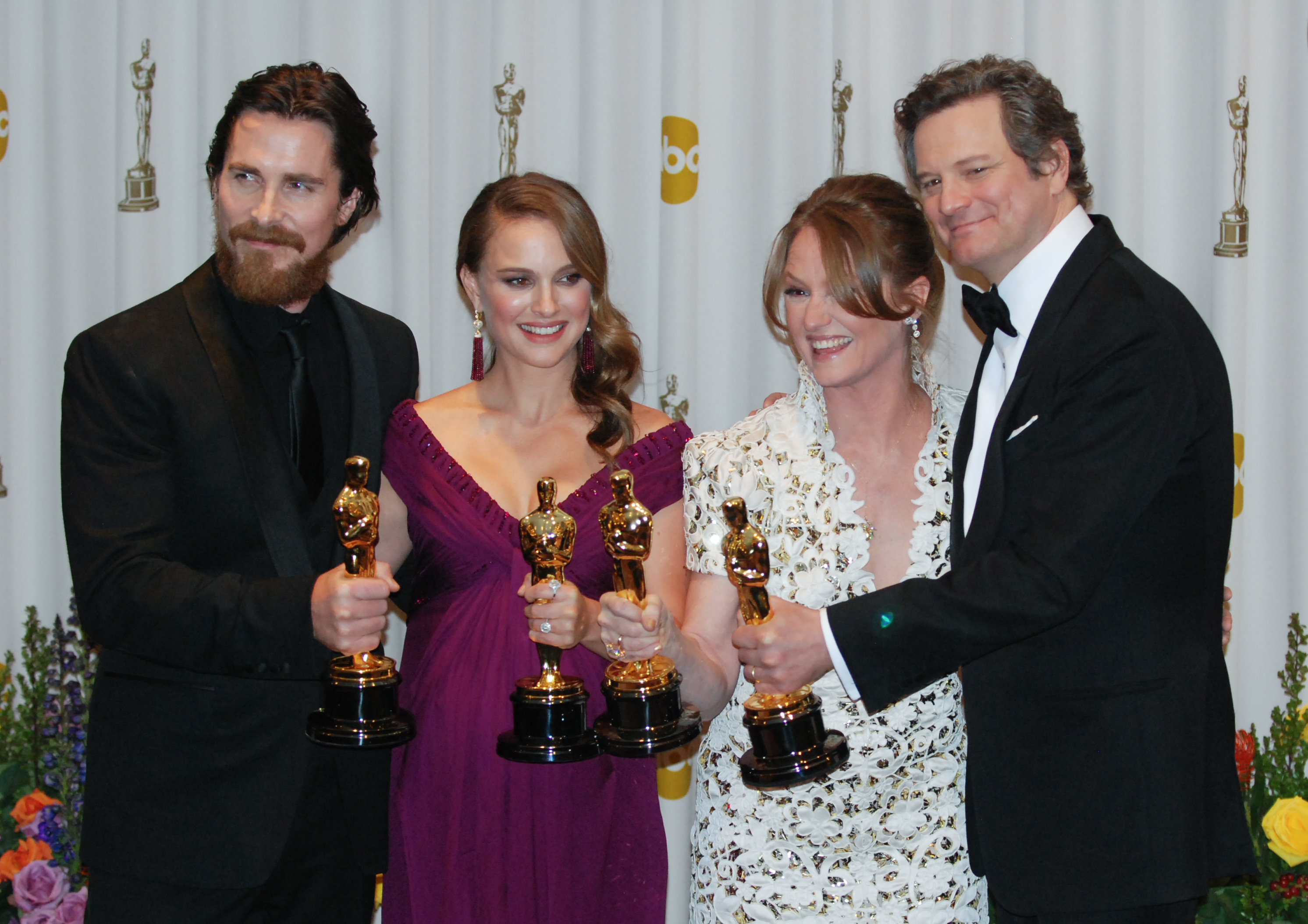
Die Sieger in den Darsteller-Kategorien: v. l. n. r. Christian Bale, Natalie Portman, Melissa Leo und Colin Firth

- David Fincher – The Social Network
- David O. Russell – The Fighter

### Bester Hauptdarsteller
präsentiert von Sandra Bullock
Colin Firth – The King’s Speech
- Javier Bardem – Biutiful
- Jeff Bridges – True Grit
- Jesse Eisenberg – The Social Network
- James Franco – 127 Hours

### Beste Hauptdarstellerin
präsentiert von Jeff Bridges
Natalie Portman – Black Swan
- Annette Bening – The Kids Are All Right
- Nicole Kidman – Rabbit Hole
- Jennifer Lawrence – Winter’s Bone
- Michelle Williams – Blue Valentine

### Bester Nebendarsteller
präsentiert von Reese Witherspoon
Christian Bale – The Fighter
- John Hawkes – Winter’s Bone
- Jeremy Renner – The Town – Stadt ohne Gnade (The Town)
- Mark Ruffalo – The Kids Are All Right
- Geoffrey Rush – The King’s Speech

### Beste Nebendarstellerin
präsentiert von Kirk Douglas
Melissa Leo – The Fighter
- Amy Adams – The Fighter
- Helena Bonham Carter – The King’s Speech
- Hailee Steinfeld – True Grit
- Jacki Weaver – Königreich des Verbrechens (Animal Kingdom)

### Bestes Originaldrehbuch
präsentiert von Javier Bardem und Josh Brolin
David Seidler – The King’s Speech
- Stuart Blumberg, Lisa Cholodenko – The Kids Are All Right
- Eric Johnson, Scott Silver, Paul Tamasy – The Fighter
- Mike Leigh – Another Year
- Christopher Nolan – Inception

### Bestes adaptiertes Drehbuch
präsentiert von Javier Bardem und Josh Brolin
Aaron Sorkin – The Social Network
- Michael Arndt, John Lasseter, Andrew Stanton, Lee Unkrich – Toy Story 3
- Simon Beaufoy, Danny Boyle – 127 Hours
- Ethan Coen, Joel Coen – True Grit
- Debra Granik, Anne Rosellini – Winter’s Bone

### Beste Kamera
präsentiert von Tom Hanks
Wally Pfister – Inception
- Danny Cohen – The King’s Speech
- Jeff Cronenweth – The Social Network
- Roger Deakins – True Grit
- Matthew Libatique – Black Swan

### Bestes Szenenbild
präsentiert von Tom Hanks
Karen O’Hara, Robert Stromberg – Alice im Wunderland (Alice in Wonderland)
- Stuart Craig, Stephenie McMillan – Harry Potter und die Heiligtümer des Todes – Teil 1 (Harry Potter and the Deathly Hallows – Part 1)
- Larry Dias, Guy Hendrix Dyas, Douglas A. Mowat – Inception
- Judy Farr, Eve Stewart – The King’s Speech
- Jess Gonchor, Nancy Haigh – True Grit

### Bestes Kostümdesign
präsentiert von Cate Blanchett
Colleen Atwood – Alice im Wunderland (Alice in Wonderland)
- Jenny Beavan – The King’s Speech
- Antonella Cannarozzi – I Am Love (Io sono l’amore)
- Sandy Powell – The Tempest – Der Sturm (The Tempest)
- Mary Zophres – True Grit

### Bestes Make-Up
präsentiert von Cate Blanchett
Rick Baker, Dave Elsey – Wolfman (The Wolfman)
- Greg Funk, Edouard F. Henriques, Yolanda Toussieng – The Way Back – Der lange Weg (The Way Back)
- Adrien Morot – Barney’s Version

### Beste Filmmusik
präsentiert von Hugh Jackman und Nicole Kidman
Trent Reznor, Atticus Ross – The Social Network
- Alexandre Desplat – The King’s Speech
- John Powell – Drachenzähmen leicht gemacht (How to Train Your Dragon)
- A. R. Rahman – 127 Hours
- Hans Zimmer – Inception

### Bester Song
präsentiert von Jennifer Hudson
„We Belong Together“ aus Toy Story 3 – Randy Newman
- „Coming Home“ aus Country Strong – Tom Douglas, Hillary Lindsey, Troy Verges
- „I See the Light“ aus Rapunzel – Neu verföhnt (Tangled) – Alan Menken, Glenn Slater
- „If I Rise“ aus 127 Hours – Rollo Armstrong, Dido, A. R. Rahman

### Bester Schnitt
präsentiert von Robert Downey Jr. und Jude Law
Kirk Baxter, Angus Wall – The Social Network
- Tariq Anwar – The King’s Speech
- Jon Harris – 127 Hours
- Pamela Martin – The Fighter
- Andrew Weisblum – Black Swan

### Beste Tonmischung
präsentiert von Scarlett Johansson und Matthew McConaughey
Lora Hirschberg, Edward Novick, Gary Rizzo – Inception
- Craig Berkey, Peter F. Kurland, Skip Lievsay, Greg Orloff – True Grit
- Jeffrey J. Haboush, Scott Millan, Greg P. Russell, William Sarokin – Salt
- Paul Hamblin, Martin Jensen, John Midgley – The King’s Speech
- Ren Klyce, David Parker, Michael Semanick, Mark Weingarten – The Social Network

### Bester Tonschnitt
präsentiert von Scarlett Johansson und Matthew McConaughey
Richard King – Inception
- Craig Berkey, Skip Lievsay – True Grit
- Tom Myers, Michael Silvers – Toy Story 3
- Mark P. Stoeckinger – Unstoppable – Außer Kontrolle (Unstoppable)
- Addison Teague, Gwendolyn Yates Whittle – Tron: Legacy

### Beste visuelle Effekte
präsentiert von Robert Downey Jr. und Jude Law
Peter Bebb, Chris Corbould, Paul Franklin, Andrew Lockley – Inception
- Nicolas Aithadi, Tim Burke, Christian Manz, John Richardson – Harry Potter und die Heiligtümer des Todes – Teil 1 (Harry Potter and the Deathly Hallows – Part 1)
- Joe Farrell, Bryan Grill, Michael Owens, Stephan Trojansky – Hereafter – Das Leben danach (Hereafter)
- Sean Phillips, Ken Ralston, David Schaub, Carey Villegas – Alice im Wunderland (Alice in Wonderland)
- Janek Sirrs, Ben Snow, Daniel Sudick, Ged Wright – Iron Man 2

### Bester Animationsfilm
präsentiert von Mila Kunis und Justin Timberlake
Toy Story 3 – Lee Unkrich
- Drachenzähmen leicht gemacht (How to Train Your Dragon) – Dean DeBlois, Chris Sanders
- Der Illusionist (2010) (L’Illusionniste) – Sylvain Chomet

### Bester fremdsprachiger Film
präsentiert von Russell Brand und Helen Mirren
In einer besseren Welt (Hævnen), Dänemark – Susanne Bier
- Biutiful, Mexiko – Alejandro González Iñárritu
- Dogtooth (Kynodontas), Griechenland – Giorgos Lanthimos
- Die Frau, die singt (Incendies), Kanada – Denis Villeneuve
- Outside the Law (Hors-la-loi), Algerien – Rachid Bouchareb

### Bester animierter Kurzfilm
präsentiert von Mila Kunis und Justin Timberlake
The Lost Thing – Andrew Ruhemann, Shaun Tan
- Day & Night – Teddy Newton
- Der Grüffelo (The Gruffalo) – Max Lang, Jakob Schuh
- Let’s Pollute – Geefwee Boedoe
- Madagaskar – Ein Reisetagebuch (Madagascar, carnet de voyage) – Bastien Dubois

### Bester Kurzfilm
präsentiert von Amy Adams und Jake Gyllenhaal
God of Love – Luke Matheny
- The Confession – Tanel Toom
- The Crush – Michael Creagh
- Na Wewe – Du auch (Na Wewe) – Ivan Goldschmidt
- Wish 143 – Ian Barnes, Samantha Waite

### Bester Dokumentarfilm
präsentiert von Oprah Winfrey
Inside Job – Charles H. Ferguson, Audrey Marrs
- Exit Through the Gift Shop – Banksy
- Gasland – Josh Fox, Trish Adlesic
- Restrepo – Die blutige Wahrheit des Krieges (Restrepo) – Tim Hetherington, Sebastian Junger
- Waste Land – Lucy Walker

### Bester Dokumentar-Kurzfilm
präsentiert von Amy Adams und Jake Gyllenhaal
Strangers No More – Karen Goodman, Kirk Simon
- Killing in the Name – Jed Rothstein
- Poster Girl – Mitchell Block, Sara Nesson
- Sun Come Up – Tim Metzger, Jennifer Redfearn
- The Warriors of Qiugang – Thomas Lennon, Ruby Yang

## Ehren-Oscars
Wie jedes Jahr verlieh die Academy auch 2011 Ehrenoscars:
- Irving G. Thalberg Memorial Award: Francis Ford Coppola (Regisseur)
- Ehrenoscar: Jean-Luc Godard (Regisseur), Eli Wallach (Schauspieler) und Kevin Brownlow (Filmhistoriker)

Die Preisverleihung fand am 13. November 2010 in Los Angeles in Abwesenheit von Jean-Luc Godard statt.